# دانييل بورمان
دانييل بورمان (بالإسبانية: Daniel Burman) (و. 1973  م) هو كاتب سيناريو، ومنتج أفلام، ومخرج أفلام أرجنتيني، ولد في بوينس آيرس.

## جوائز
حصل على جوائز منها:
- جائزة الدب الفضي للجنة التحكيم الكبرى، عن عمل: Lost Embrace [الإنجليزية]‏ (2004).

## وصلات خارجية
- دانييل بورمان على موقع IMDb (الإنجليزية)
- دانييل بورمان على موقع ألو سيني (الفرنسية)
- دانييل بورمان على موقع تيرنر كلاسيك موفيز (الإنجليزية)
- دانييل بورمان على موقع أول موفي (الإنجليزية)
- دانييل بورمان على موقع قاعدة بيانات الأفلام السويدية (السويدية)
- دانييل بورمان على موقع قاعدة بيانات الفيلم (الإنجليزية)
- دانييل بورمان على موقع كينوبويسك (الروسية)